# 20 août dans les chemins de fer
20 juillet 20 septembre
Chronologies thématiques
- Croisades
- Sports
- Disney

Cette page concerne les événements qui se sont déroulés un 20 août dans les chemins de fer.

## Événements

### XIXesiècle
- 1854, Roumanie : ouverture de la première ligne, sur le territoire de l'actuelle Roumanie, entre Oravița et Baziaş (pour le seul trafic des marchandises).
- 1868, Royaume-Uni : plusieurs wagons de paraffine laissés sans surveillance dévalent une pente et entrent en collision avec le Irish Mail, un express reliant Londres à la côte galloise. L'explosion des wagons de paraffine provoqua l'incendie de quatre voitures voyageurs et la mort en quelques secondes de 32 passagers, soit le pire accident ferroviaire au Royaume-Uni jusque-là.
- 1892.  France :   ouverture de Cambo-les-Bains à  Ossès deuxième section de la ligne de Bayonne à Saint-Jean-Pied-de-Port par la Compagnie des chemins de fer du Midi et du Canal latéral à la Garonne[1].

## Naissances
- 1839, naissance à Liège de Gaston du Bousquet[2], futur ingénieur concepteur de locomotives à vapeur.

## Décès
- 1835, France : Louis-Antoine Beaunier ingénieur des mines[3] décède d'une infection de goutte.